# Michael Donley
Michael Bruce Donley (Novato (Californië), 4 oktober 1952) is een Amerikaans ambtenaar. Hij is sinds 21 juni 2008 de minister van de Luchtmacht, eerst onder president George W. Bush en sinds 2009 onder president Barack Obama.